# Martin Berger (Kapitän)
Martin Berger (* 15. Juli 1898 in Posen; † 19. Januar 1978 in Bremen) war ein deutscher Kapitän und Nautiklehrer.

## Leben
Martin Berger fuhr von 1913 bis 1916 als Kadett auf der Prinzess Eitel Friedrich zur See und erwarb das Befähigungszeugnis für Seefunker 1. Klasse. Mit Auszeichnung und Prämie bestand er an der Seefahrtschule der Freien Hansestadt Bremen am 22. Mai 1917 die Prüfung zum Seesteuermann auf Großer Fahrt (A5). Gegen Ende des Ersten Weltkrieges diente er auf Minensuchbooten der Kaiserlichen Marine.
Nach der Novemberrevolution war er drei Jahre selbständiger Kaufmann.  Ab 1922 fuhr er als Zweiter Offizier auf dem fünfmastigen Susanne Vinnen und als Erster Offizier beim Norddeutschen Lloyd. 1925 bestand er die Prüfung zum Kapitän auf Großer Fahrt (A6) mit Auszeichnung. Ab Oktober 1928 unterrichtete er hauptamtlich an der Seefahrtschule Lübeck. Im März 1929  wechselte er an die Seefahrtschule Bremen. Im Zweiten Weltkrieg diente er als Major beim Kommando der Schiffe und Boote der Luftwaffe. In Norwegen war er Kommandant des  Seefliegerhorstes Tromsø.
Ende 1946 war er wieder Lehrer an der  Seefahrtschule Bremen, die er von 1951 bis 1963 als Oberseefahrtschuldirektor leitete. In seiner Amtszeit wurde die Seefahrtschule Bremen mit ihrem Ableger in Bremerhaven wieder aufgebaut. Errichtet nach den neuesten nautischen, technischen und pädagogischen Erkenntnissen, wurden die beiden Schulen richtungsweisend für Neubauten nautischer Ausbildungsstätten in Deutschland und im Ausland. Bremen hatte den ersten Radarsimulator auf dem europäischen Kontinent. Berger führte auch neue Lehrfächer für die angehenden Kapitäne ein, die das Zusammenleben an Bord und betriebswirtschaftliche Seiten der Seefahrt betrafen. Er gehörte zu den Mitbegründern der  Deutschen Gesellschaft für Ortung und Navigation. Sein Nachfolger in Bremen war Karl Terheyden. Er starb im 80. Lebensjahr und wurde in  Osterholz in einer Nische beigesetzt. Die Grabstätte existiert nicht mehr.

## Werke
- mit Johannes Müller und Joseph Krauss: Müller-Krauß – Handbuch für die Schiffsführung, Verlag Julius Springer, Berlin, 1938, doi:10.1007/978-3-642-47638-9.
- mit Joseph Krauß und (ab 1970) Karl Terheyden: Müller-Krauß – Handbuch für die Schiffsführung, Band I, Springer-Verlag, Berlin, Göttingen, Heidelberg, 1950, 1955, 1956, 1959, 1961, 1970.
- mit Joseph Krauß und (ab 1968) Karl Terheyden: Müller-Krauß – Handbuch für die Schiffsführung, Band II, Springer-Verlag, Berlin, Göttingen, Heidelberg, 1955, 1959 (doi:10.1007/978-3-662-28627-2), 1962, 1968.
- Zusammenstellung und Erläuterung der Bestimmungen über die Sozialversicherung der Seeleute.

## Redaktion und Herausgeber
- Der Seewart, Nautische Zeitschrift der Deutschen Seewarte.
- Nautische Aufgabensammlung.

## Ehrenämter
- Beisitzer vom Seeamt und Oberseeamt
- Richter beim Deutschen Seeschiedsgericht
- Vorsitzender des  Deutschen Nautischen Vereins zu Bremen
- Bundesbeauftragter für das Seefahrtschulwesen
- Seeverkehrsbeirat des Bundesverkehrsministers

## Ehrungen
- Ehrenmitglied der britischen Association of Navigation Schools (1962)
- Verdienstorden der Bundesrepublik Deutschland, Bundesverdienstkreuz 1. Klasse (1963)
- Schaffermahlzeit (1964)[5]
- Zivilverdienstorden (Spanien) (1965)[6]
- Seewart-Medaille in Silber (1966)